# 劳拉·罗珀
劳拉·罗珀（英語：Laura Roper，1988年3月8日—），旧姓昂斯沃思（Unsworth），英国女子曲棍球运动员。她曾代表英国国家队参加2012年、2016年和2020年夏季奥林匹克运动会曲棍球比赛，获得一枚金牌和二枚铜牌。